# Lauren Nicholson
Lauren Nicholson (nacida Lauren Kieffer, Mount Carmel, 6 de junio de 1987) es una jinete estadounidense que compite en la modalidad de concurso completo.
Ganó una medalla de plata en el Campeonato Mundial de Concurso Completo de 2022 y una medalla de oro en los Juegos Panamericanos de 2015, ambas en la prueba por equipos.

## Palmarés internacional
| Campeonato Mundial   | Campeonato Mundial          | Campeonato Mundial | Campeonato Mundial |
| Año                  | Lugar                       | Medalla            | Categoría          |
| -------------------- | --------------------------- | ------------------ | ------------------ |
| 2022                 | Pratoni del Vivaro (Italia) | Medalla de plata   | Por equipos        |
| Juegos Panamericanos |                             |                    |                    |
| Año                  | Lugar                       | Medalla            | Categoría          |
| 2015                 | Toronto (Canadá)            | Medalla de oro     | Por equipos        |